# Tandil nostalgicus
Tandil nostalgicus là một loài nhện trong họ Dictynidae. Chúng được Cândido Firmino de Mello-Leitão miêu tả năm 1940, và chỉ tìm thấy ở Argentina.